# Torrejoncillo
Torrejoncillo là một đô thị trong tỉnh Cáceres, Extremadura, Tây Ban Nha. Theo điều tra dân số 2006 (INE), đô thị này có dân số là 3350 người.

## Biến động dân số
| 2001  | 2002  | 2003  | 2004  | 2005  | 2006  | 2007  |
| ----- | ----- | ----- | ----- | ----- | ----- | ----- |
| 3.524 | 3.462 | 3.422 | 3.371 | 3.373 | 3.350 | 3.337 |